# Erastria canente
Erastria canente là một loài bướm đêm trong họ Geometridae.